# 상륙장갑차

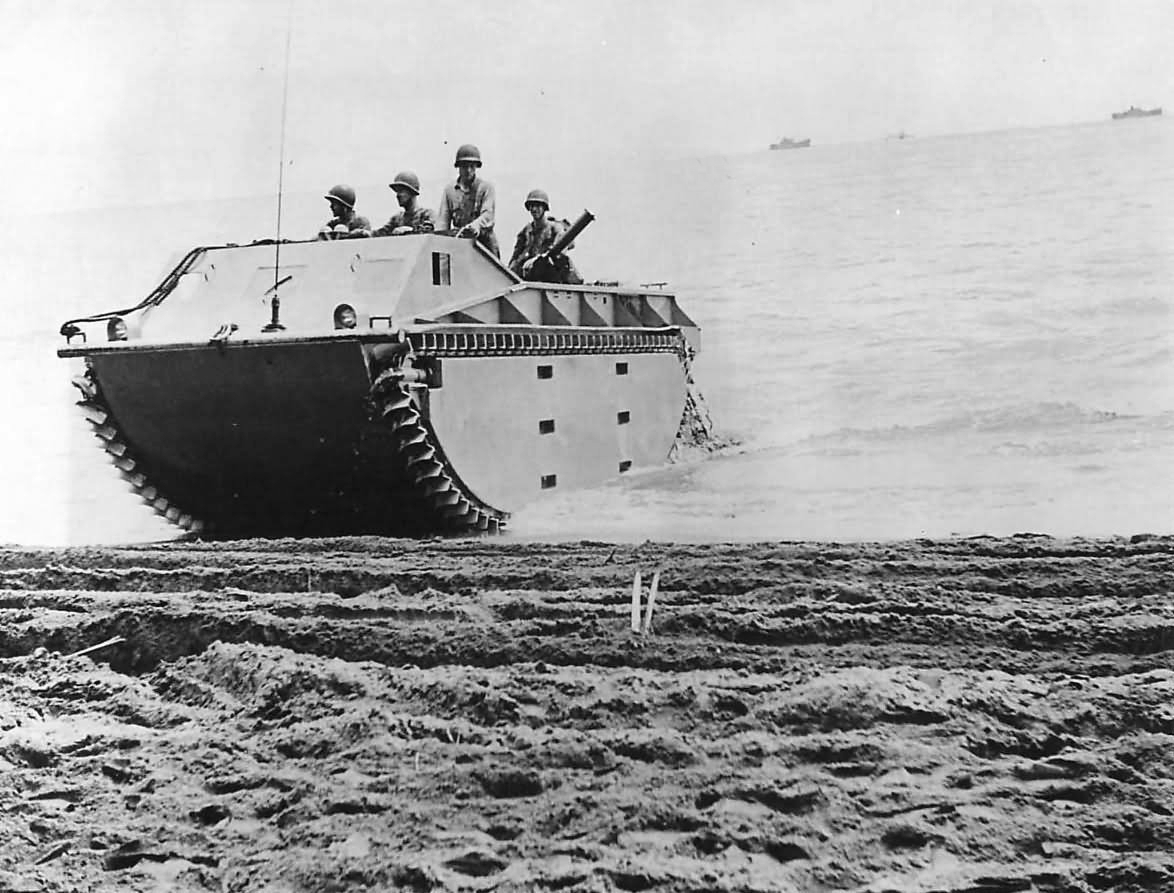

상륙장갑차(上陸裝甲車, Landing Vehicle Tracked; LVT)는 제2차 세계 대전 동안 미국 해군과 함께 미국 해병대가 운용한 수륙양용차량이다. 수륙양용트랙터(Amphibious Tractor)의 약칭으로 암트랙(amphtrack)이라고도 했다. 원래는 해안에서 운영하기 위한 화물차로 사용할 용도였지만, 기습부대용과 화기지원 차량으로 빠르게 진화했다.

## 개량
LVT는 원래 민간 구조 차량으로 앨리게이터(Alligator)라고 불렸던 차량이다. 1935년 습지와 같은 기동력이 떨어지는 지역에서 빠른 이동을 목적으로 도널드 로블링에 의해서 원래 있었던 앨리게이터를 개조하여, 기계화된 앨리게이터가 개발되어 차량과 선박을 일체화시켰다. 2년 후 로블링은 재설계를 통해 수상 속도를 개선한 앨리게이터를 완성시켰다. 미국 해군 해병대는 피트 중령 등이 연구하던 전쟁에서 수륙 양용 작전의 독트린과 라이프지 기사를 통해서 그러한 차량에 흥미를 가지고 군사적 이용을 위한 수상 행동에 적합한 차종 개발을 로블링에 제안했다. 해군의 요청을 충족시키기 위한 개량을 거친 후 차량은 LVT로 이름이 붙여졌다.
최초로 LVT 200대를 발주한 곳은 푸드 머시너리 코퍼레이션(FMC)로 살충제 분사기와 앨리게이터의 부품 중 일부를 조달하던 농기계를 제작 회사였다. 초기 200대 LVT는 FMC의 듀네딘 공장에서 제작되었는데, 그곳에서도 많은 개량이 진행되었다. 결과적으로 그 회사는 미국방부 조달청(현재 BAE Systems Land and Armaments)의 주요 계약자가 되었다.

## 같이 보기
- DUKW